# Тіну
Ті́ну (ест. Tinu küla) — село в Естонії, у волості Валґа повіту Валґамаа.

## Населення
Чисельність населення на 31 грудня 2011 року становила 4 особи.

## Історія
До 22 жовтня 2017 року село входило до складу волості Тиллісте.